# B-BOYS`C
B-BOYS`C는 대한민국의 록 밴드 배드 보이스 써클의 정규 1집 음반이다.

## 수록곡
전체 작사·작곡: 최일권. 전체 편곡: 배드 보이스 써클
| #            | 제목                                        | 재생 시간 |
| ------------ | ------------------------------------------- | --------- |
| 1.           | 〈금붕어와 전지인형 그리고 별제조업자〉     | 2:08      |
| 2.           | 〈Starship〉                                | 2:59      |
| 3.           | 〈왜 안돼! 왜 안돼!〉 (승차거부 Radio Ver.) | 3:42      |
| 4.           | 〈양아씨티〉                                | 2:46      |
| 5.           | 〈1급통지서〉                               | 3:03      |
| 6.           | 〈Happy Ending〉                            | 3:15      |
| 7.           | 〈밷 보이 써클〉                            | 3:19      |
| 8.           | 〈All Night〉                               | 4:37      |
| 9.           | 〈왜 안돼! 왜 안돼!〉 (승차거부 Real Ver.)  | 3:52      |
| 10.          | 〈처음은 아냐〉 (Bonus Track)               | 5:04      |
| 총 재생 시간 | 총 재생 시간                                | 33:25     |

## 에피소드
- 팀의 리더인 최일권이 록을 시작한 계기는 아주 특별한 데, 고등학교 2학년에 재학 중이던 1996년 어느 날, 집 앞에 버려진 통기타를 본 최일권이 그것을 주워 와 무작정 퉁겼고, 이를 계기로 록 음악에 관심을 가지게 되었다고 한다.
- 타이틀곡이었던 《왜 안돼! 왜 안돼! (승차거부)》는 2개의 버전으로 나뉘었는데, 이는 심의를 고려한 것이라고 한다.
- 5번 수록곡인 《1급통지서》는 최일권이 자신의 친구의 권유로 만든 노래인데, 징병제를 다룬 노래로 국가 제도에 반박하려는 의도는 아니지만, 2년이라는 시간이 인생에서 엄청난 손실이라는 생각을 담았다고 한다.
- 6번 수록곡인 《Happy Ending》은  2009년 10월에 신태권이 보컬 파트는 자신의 목소리로, 랩 파트는 Outsider의 목소리로 리메이크하여 그의 솔로 1집 EP에 수록했다.

## 제작
이 목록은 해당 앨범 <STAFF>목록에서 발췌하였다.
| 배드 보이스 써클 - 최일권 - 리드 보컬, 리드 기타 - 신태권 - 보컬, 랩, 드럼 - 여인택 - 백 보컬, 베이스 기타 - 송운석 (전 멤버) - 서브보컬, 리듬 기타 세션 - 이주한 - 트럼펫 (3, 9) - 정재일 - 디스크 자키 (6) - 채치아 - 내레이션 (6) | 스탭 - 이수만 - 프로듀서 - KAT, 김영훈 - 녹음, 오디오 믹싱, 마스터링 - 여두현, 김기범 - 녹음, 보조 기술 - 최진렬 - 매니지먼트 - 김정욱, 전경원, 현영주 - 보조 매니지먼트 - 구현정 - 코디네이터 - 오유진 - 보조 코디네이터 - 김경욱, 추윤철, 정유진, 최윤정 - 프로덕션 코디네이터 - 이지언 - 일러스트레이터 - SM 엔터테인먼트 - 이그제큐티브 프로듀서 |